# Rower trójkołowy

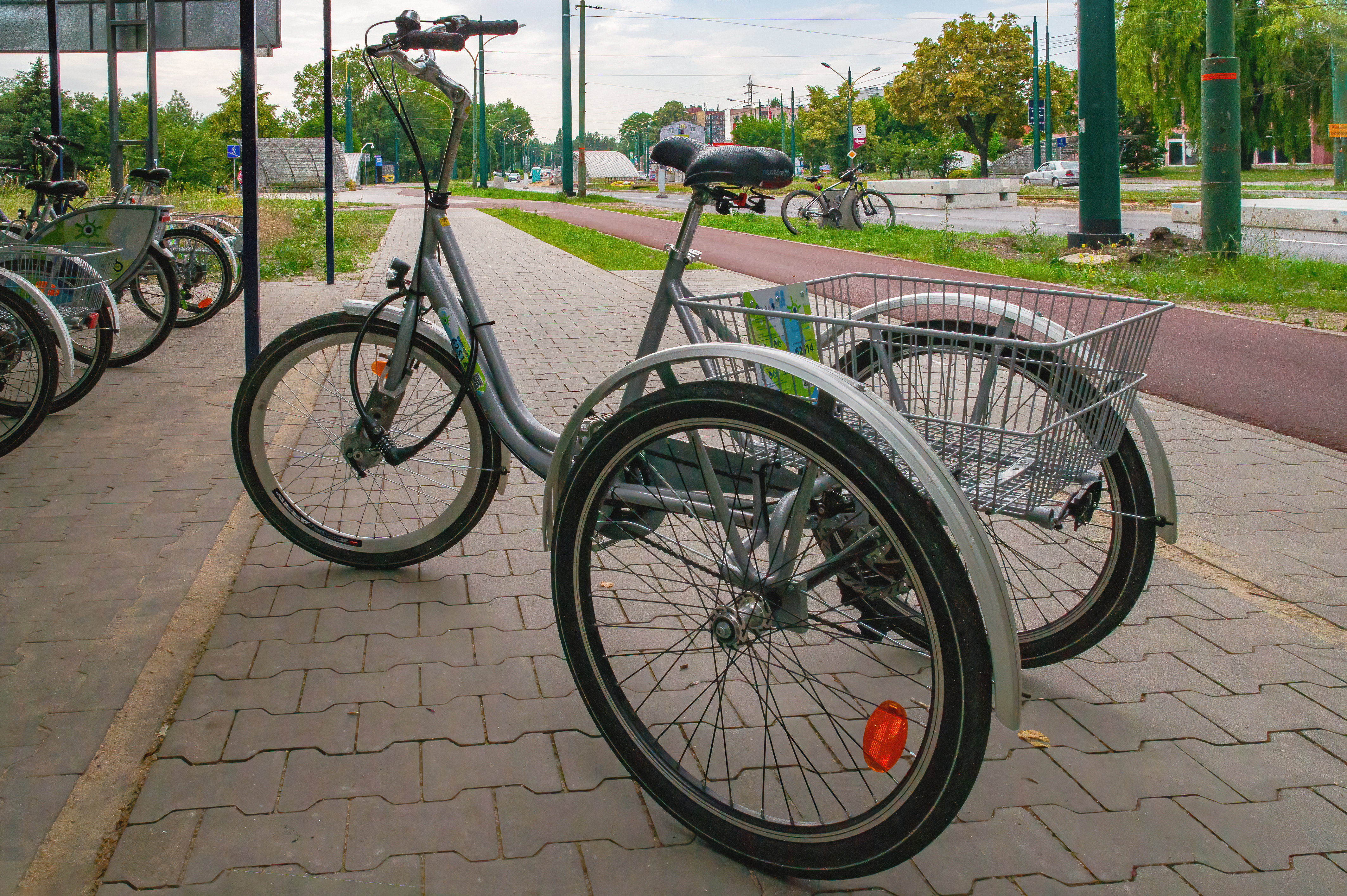
Rower trójkołowy miejskiego systemu wypożyczalni rowerów.

Rower trójkołowy – rower wielośladowy o trzech kołach, pojazd trójkołowy napędzany pedałami z możliwym wspomaganiem elektrycznym; W stosunku do roweru trójkołowego używane w Polsce jest również pojęcie trójkołowiec, które jest szerszym pojęciem obejmującym także pojazdy z silnikiem benzynowym lub elektrycznym lub ze wspomaganiem grawitacyjnym). Zgodnie z przepisami przepisów polskich prawa o ruchu drogowym, jeżeli jego szerokość przekracza 0,9 m jest klasyfikowany jako wózek rowerowy i traktowany na równi z rowerem jednośladowym. W wielu krajach nazywany słowem pochodnym od angielkiego słowa tricycle. W języku polskim słowo tricykl skojarzone jest z dawnymi modelami rowerów trójkołowych.  

## Zastosowania i typy

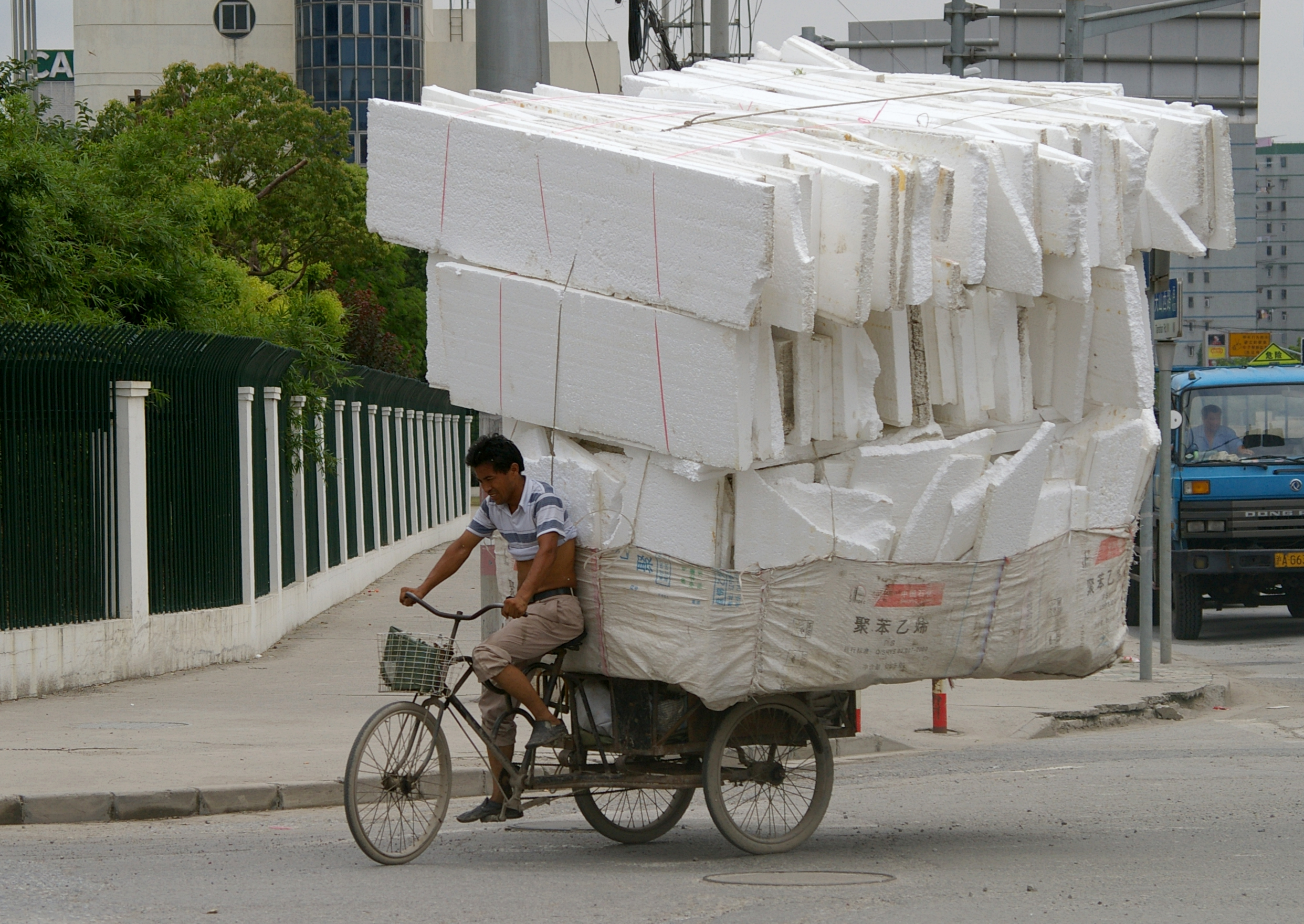
Trójkołowy rower transportowy w Szanghaju

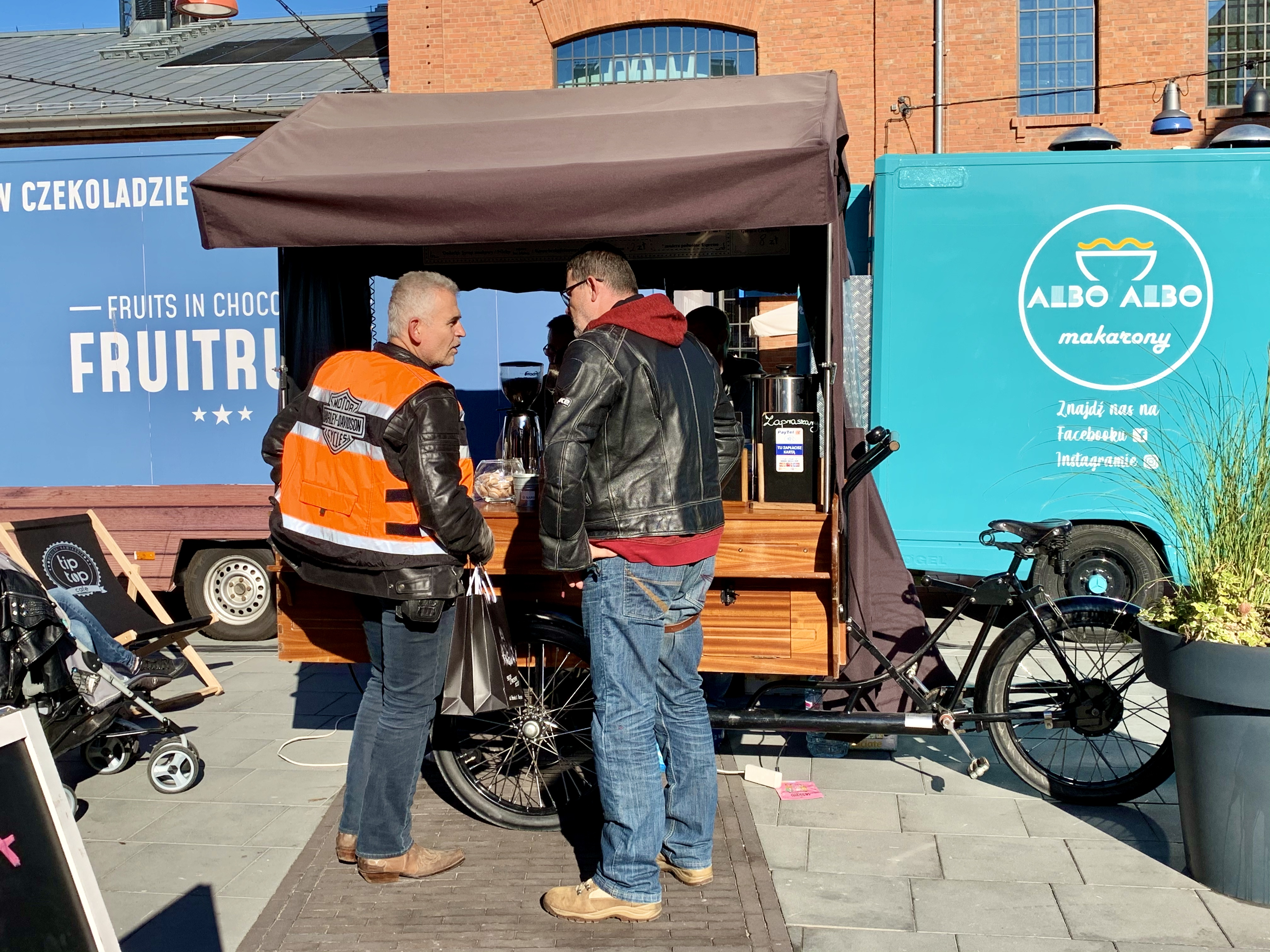
Rower gastronomiczny

Ze względu na brak konieczności utrzymywania balansu, w przeciwieństwie do rowerów jednośladowych, są one szczególnie polecane osobom niepełnosprawnym o ograniczonych możliwościach ruchowych, również dla małych dzieci z jeszcze niedostatecznie wykształconym zmysłem równowagi.
Rowery rehabilitacyjne to trójkołowe rowery wykorzystywane w rehabilitacji – pozwalają na zwiększenie stabilizacji kręgosłupa. Zwiększają siłę mięśniową, m.in. u osób z niedowładami, zanikiem mięśni oraz stwardnieniem rozsianym. Specyficznym typem roweru trójkołowego dla osób niepełnosprawnych jest handbike – napędzany ręcznie. Istniej też cała grupa trójkołowych rowerów poziomych używanych głównie w celach rekreacyjnych i sportowych. 
Niektóre pojazdy trójkołowe, takie jak riksze rowerowe, służą do transportu pasażerskiego i towarowego. Są wykorzystywane do celów komercyjnych, zwłaszcza w krajach rozwijających się w Afryce i Azji. W Polsce często spotykane jako atrakcja turystyczna w miejscach atrakcyjnych turystycznie i jako transport w strefach z ograniczeniami w ruchu kołowym. 
Trójkołowe rowery to konstrukcja dla rowerów gastronomicznych – mobilnych punktów gastronomiczne o konstrukcji cargo lub rikszy. Duża część rowerów transportowych (cargo) to rowery trójkołowe, w szczególności rowery dostępne w miejskich systemach wypożyczalni.

## Historia
Trójkołowy  wózek inwalidzki został zbudowany w 1655 lub 1680 roku przez niepełnosprawnego Niemca,  Stephana Farfflera, producenta zegarków, który chciał mieć możliwość zachowania mobilności; Stworzył pojazd napędzany korbami ręcznymi. W 1789 roku dwóch francuskich wynalazców opracowało trójkołowy pojazd napędzany pedałami; 

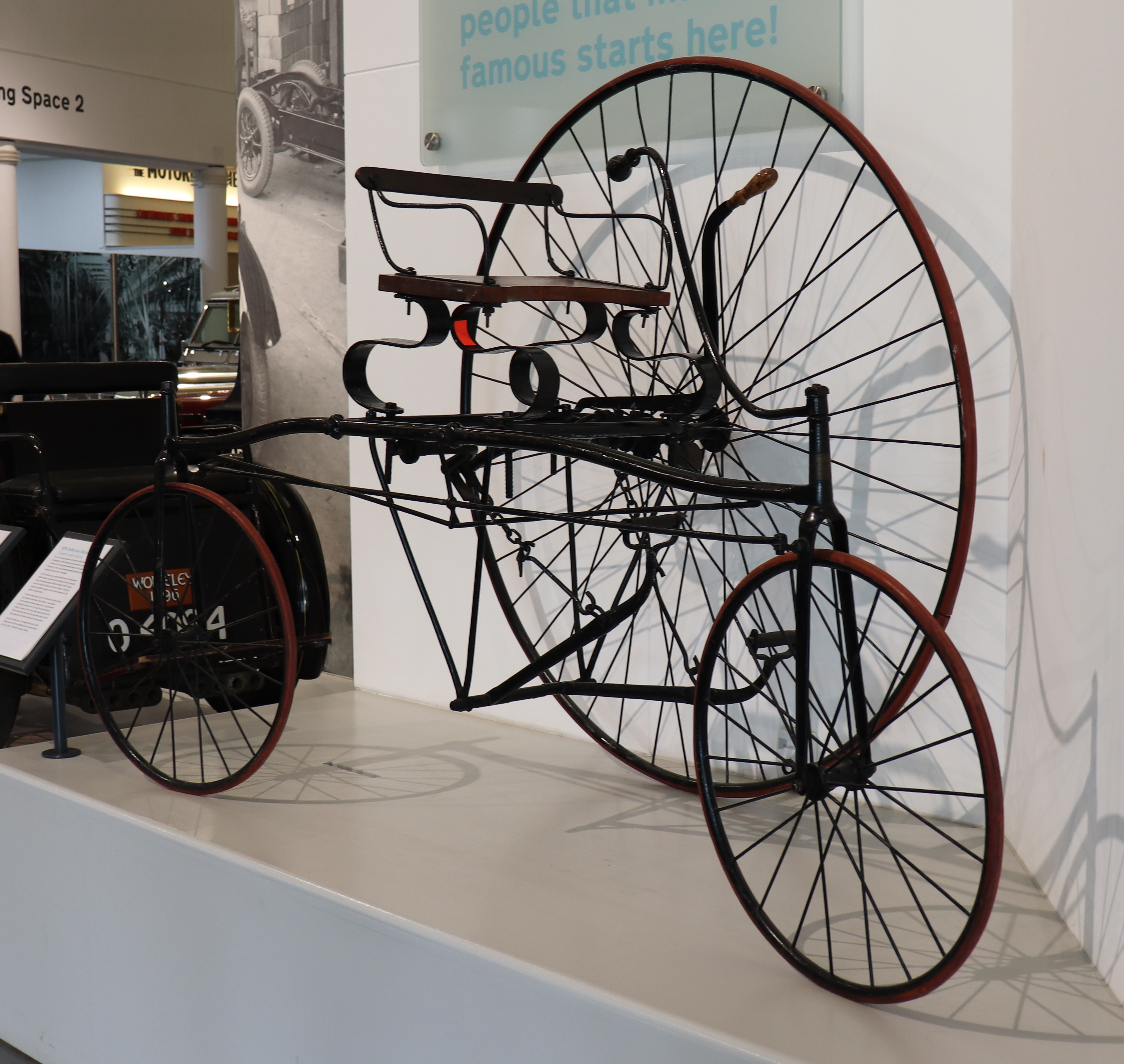
Coventry Lever Tricycle

W 1818 roku brytyjski wynalazca Denis Johnson opatentował swoje podejście do projektowania trójkołowców. W 1876 roku James Starley opracował Coventry Lever Tricycle, który wykorzystywał dwa małe koła po prawej stronie i duże koło napędowe po lewej stronie; Zasilanie było dostarczane za pomocą dźwigni ręcznych. W 1877 roku Starley opracował nowy pojazd, który nazwał Coventry Rotary, który był jednym z pierwszych trójkołowców z rotacyjnym napędem łańcuchowym. Wynalazki Starleya zapoczątkowały trójkołowe szaleństwo w Wielkiej Brytanii; Do 1879 r. istniało dwadzieścia rodzajów rowerów trójkołowych i wielokołowych, a do 1884 roku było ponad 120 różnych modeli produkowanych przez 20 producentów. Pierwszy trójkołowy rower z kierowanym przednim kołem został wyprodukowany w 1881 roku przez The Leicester Safety Tricycle Company z Leicester w Anglii, który został wprowadzony na rynek w 1882 roku, kosztując 18 funtów. W tym samym czasie opracowano również składany trójkołowiec. 